# Марианска колона
Мариански колони (още чумни колони) са религиозни скулптурни паметници, издигани в чест на Дева Мария, често за благодарност за края на чумни епидемии или други благоприятни събития, които се е смятало, че се случват благодарение на светицата. Практиката да се издигат религиозни паметници във вид на колони, увенчани на върха със статуя или християнски символи, като израз на вярата в обществото, процъфтява в европейските католически страни през XVII и XVIII век и се превръщат в едно от най-видните изражения на бароковата архитектура. Практиката повлиява бароковата архитектура и в някои от източноправославните страни.
Освен Дева Мария, на чумните колони могат да бъдат представени и някои други светци. Типичен е Свети Рох, който според преданието се поболял, докато помагал на болни по време на чумна епидемия, но се е изцелил благодарение на силата на вярата си. Често поставян върху колони е и великомъченикът Свети Себастиан, поначало смятан за патрон на стрелците. В средните векове Себастиан заема в съзнанието на хората мястото на бога-стрелец Аполон, който традиционно е свързван с чумата по силата на метафоричното сравнение между случайния характер на чумната заболяемост и случайните изстрели. Други често изобразявани светци върху колоните са Света Барбара, покровителка на починалите от внезапна смърт, както и Свети Франциск Ксаверий, който според легендата възкресявал мъртвите, и Свети Карло Боромео, прочул се с грижите си за болни и умиращи.
По време на Римската империя, практиката била да се издига статуята на императора на върха но колона. Последната такава колона била Колоната на Фока, издигната на Римския форум. Християнската практика да се издига колона, увенчана със статуя на Дева Мария, датира поне към X век (в Клермон-Феран, Франция), но популярност добива по-специално в периода на Контрареформацията. Една от първите такива колони била тази на площада пред църквата Санта Мария Маджоре в Рим, като самата колона била древна: поддържала свода на Базиликата на Константин в Римския форум , разрушена при земетресение през IX век. През 1614 година колоната била преместена от Форума и върху нея била поставена статуя на Дева Мария с детето Иисус. През следващите десетилетия тази колона послужила за модел на много други мариански колони в Италия и други европейски страни.
Първата марианска колона на север от Алпите е Мариензойле (Mariensäule) на Мариенплац, построена в Мюнхен през 1638 година, с която се отбелязва спасяването на града както от чума, така и от нашествието на шведската армия по време на Тридесетгодишната война. Дева Мария е на върха на колоната, стъпила върху лунен сърп като Небесната царица. Тази марианска колона служи за вдъхновение на колоните в Прага и Виена, но и други градове бързо последват примера. В страните, които влизали в състава на Хабсбургската монархия (по-специално Чехия, Австрия, Словакия и Унгария), е изключение на централните площади в старата градска част да липсва марианска колона; при това тези колони са поставяни на най-видно място.

## Галерия
- Колоната пред Санта Мария Маджоре в Рим (1613)
- Колоната в Кутна Хора, Чехия (1713-15)
- Колоната в Банска Бистрица, Словакия
- Колоната на Плац ам Хоф, Виена, Австрия